# Kunfi Zsigmond
Kunfi Zsigmond, teljes nevén Kunfi Zsigmond Oszkár, tévesen olykor Kúnfi (Nagykanizsa, 1879. április 28. – Bécs, 1929. november 18.) magyar politikus, irodalomtörténész, lapszerkesztő, újságíró, fordító, közoktatási népbiztos.

## Életrajza
Kunfi Zsigmond zsidó származású családban született. Édesapja, Kohn Benedek szigetvári tanító 1875-ben magyarosította nevét Kunfira, édesanyja Kohn Janka. Középiskolai tanulmányait a helyi piarista gimnáziumban végezte, majd 1903-ban a kolozsvári egyetemen magyar–német szakos tanári diplomát szerzett. Toldy Ferencről, Jókai Mórról írt tanulmányokat, s a temesvári főreáliskolában tanított. Politikai nézeteit illetően szociáldemokrata volt, a német Karl Kautsky követője. Belépett az MSZDP temesvári szervezetébe, tanári állásából emiatt elbocsátották. Még Temesváron lépett be az ottani Losonczy szabadkőműves páholyba. Budapestre költözött, s 1907-től újságírással foglalkozott, a Népszava helyettes szerkesztője lett. 
Budapestre költözése után a legradikálisabb, Jászi Oszkár vezette Martinovics páholy munkájába kapcsolódott be. 1908 és 1914 között szerkesztette a Szocializmus című folyóiratot. Ady Endrével és a Huszadik Század polgári radikális körével baráti kapcsolatai voltak. Publikált a Nyugatba, s a Huszadik Század című folyóiratba is. 1918-ban beválasztották a Magyar Nemzeti Tanácsba. A Károlyi Mihály-kormányban 1918–1919-ben tárca nélküli munkaügyi és népjóléti miniszter, illetve a Horvát-szlavón-dalmát minisztérium felszámolásával megbízott miniszter, majd Berinkey Dénes kabinetjében közoktatásügyi miniszter volt. A Magyarországi Tanácsköztársaság alatt közoktatásügyi népbiztosként tevékenykedett. 1919 júniusában lemondott hivataláról és követelte a diktatúra felszámolását. A proletárdiktatúra bukása után Ausztriába emigrált, ahol az Arbeiter Zeitung főszerkesztője és a Világosság című magyar nyelvű lap szerkesztője lett. 1929-ben, Bécsben öngyilkosságot követett el, veronállal mérgezte meg magát.
Első felesége a neves feminista Vámbéry Melanie, Wamberger Sándor és Steinhaus Fáni lánya volt, akivel 1904. augusztus 14-én kötött házasságot Nagykanizsán. Ebből a kapcsolatból született Nóra lánya. Válása után nem sokkal, 1914. január 29-én Budapesten feleségül vette Rónai Erzsébetet, barátjának, Rónai Zoltánnak a húgát, Rónai Bernát és Kisfalvi Ilona lányát. A két tanú Szende Pál és Reinitz Béla volt.
- Kunfi Zsigmond szülőháza Nagykanizsa kiskanizsai városrészében
- Kunfi a második feleségével, Rónai Erzsébettel 1917-ben

## Művei
- A francia kulturharc; Deutsch, Bp., 1906 (A Huszadik Század könyvtára)
- Népoktatásunk bűnei; Deutsch, Bp., 1908 (Természet és társadalom)
- A másik út. Tanulmányok a szociálizmus köréből; Politzer, Bp., 1911 (Modern könyvtár)
- Az általános választójog; Népszava, Bp., 1912
- Jaurés, az emberiség és szocializmus nagy halottja (Budapest, 1915)
- Az angol világbirodalom (Budapest, 1915)
- Marx és a marxizmus (Budapest, 1945)
- Kunfi Zsigmond válogatott írásai; összeáll., szerk., bev. Mucsi Ferenc és Szabó Ágnes; Kossuth, Bp., 1984
- Kunfi Zsigmond; vál., sajtó alá rend., bev., jegyz. Agárdi Péter; Új Mandátum, Bp., 2001 (Magyar panteon)